# Volley Treviso 2002-2003

## Risultati ottenuti

### In Italia
- Serie A1: vince in finale contro la Kerakoll Modena
- Coppa Italia: perde in finale contro la Lube Banca Marche Macerata

### In Europa
- Coppa CEV: vince in finale contro la Lube Banca Marche Macerata